# Burni Pucuk Bunge Tali
Burni Pucuk Bunge Tali är ett berg i Indonesien.   Det ligger i provinsen Aceh, i den västra delen av landet, 1 600 km nordväst om huvudstaden Jakarta. Toppen på Burni Pucuk Bunge Tali är 2 725 meter över havet.
Terrängen runt Burni Pucuk Bunge Tali är bergig åt sydväst, men åt nordost är den kuperad.Runt Burni Pucuk Bunge Tali är det glesbefolkat, med 10 invånare per kvadratkilometer. Det finns inga samhällen i närheten. I omgivningarna runt Burni Pucuk Bunge Tali växer i huvudsak städsegrön lövskog.